# 009-1
009-1 ist eine Manga-Serie von Shōtarō Ishinomori, die im Jahr 1967 bis 1970 in Japan erschienen ist. 2006 erschien eine Anime-Adaption von Studio Ishimori Productions. Außerdem wurde der Manga als Dorama sowie Realfilm adaptiert.

## Handlung
In einer alternativen Realität sind der West- und der Ostblock seit 140 Jahren in einen kalten Krieg verwickelt. Mylene Hoffman ist eine Cyborg-Spionin der Abteilung 009. Sie arbeitet für den Westen. Der Wissenschaftler Dr. Soyus des Ostblock hat eine neue Energiequelle entdeckt, die als Waffe angewendet die Welt zerstören könnte. Um das zu verhindern werden die Cyborgs 009 gegen den Ostblock eingesetzt. Mylenes erster Versuch, Soyus zu entführen, schlägt fehl und alarmiert ihre Gegner. Mit ihren verborgenen Waffen und ihren weiblichen Reizen gelingt es Mylene aber dennoch, zu entkommen und weitere Versuche zu unternehmen. Auch ihre Kolleginnen haben jede ihre eigenen, technischen Fähigkeiten. Mylene verführt, als Prostituierte verkleidet, die Ost-Geheimdienstchefin und erfährt so den Aufenthaltsort von Dr. Soyus. Dorthin begibt sie sich mit den drei anderen Agentinnen und können dank ihrer Fähigkeiten leicht eindringen.

## Veröffentlichung
Der Manga erschien von August 1967 bis März 1970 im Magazin Manga Action bei Futabasha. Der Verlag brachte die Kapitel auch gesammelt in 6 Bänden heraus. Im japanischen wird der Titel als „Zero Zero Ku-no-ichi“ gesprochen, eine Anspielung auf Kunoichi, eine weibliche Ninja. Die Idee zum auch international als One of 009 gelesenen Titel geht auf Ishinomoris Serie Cyborg 009 von 1964 zurück, hat aber keine direkte inhaltliche Verbindung zu diesem.

## Realverfilmungen
Eine erste Umsetzung des Mangas wurde 1969 von Fuji TV als Dorama mit 13 Folgen gezeigt. Die Produktion mit dem Titel Flower Action 009-1 entstand bei Tōei.
Eine Adaption als Realfilm kam am 7. September 2013 in die japanischen Kinos. Der Film entstand unter der Regie von Koichi Sakamoto und nach einem Drehbuch von Keiichi Hasegawa. Die Musik komponierte Yasuhiro Misawa. Die Hauptrolle übernahm Mayuko Iwasa. Als Cyborg 009 – The End of the Beginning wurde der Film 2015 von Universum Anime auf Deutsch veröffentlicht.

## Anime-Fernsehserie
Eine Anime-Serie mit 12 Folgen wurde von Ishimori Entertainment unter der Regie von Naoyuki Konno produziert. Das Studio wurde eigens für die Adaption von Shinomoris Mangaserien gegründet und 009-1 war dessen erste Produktion. Die Drehbücher schrieben Mayumi Ishida, Shinsuke Onishi, Tomoko Konparu und Yasuko Kobayashi. Das Charakterdesign entwarf Fujio Suzuki zusammen mit Konno und die künstlerische Leitung lag bei Yusuke Takeda. Für den Ton war Yoshikazu Iwanami verantwortlich. Im Oktober 2006 wurde der Anime erstmals auf TBS in Japan ausgestrahlt. Episode 13 ist eine zusätzliche Folge, die nie im Fernsehen ausgestrahlt wurde und chronologisch zwischen Episode 4 und 5 spielt. Sie war in Teil 5 der japanischen DVD-Box enthalten.
Der Anime wurde für eine nordamerikanische Veröffentlichung von A.D. Vision für 325.000 $ lizenziert. Die erste Staffel wurde am 19. Juni 2007 auf DVD veröffentlicht. 2008 wurde die Show zusammen mit 30 anderen ADV-Titeln an Funimation lizenziert.

### Synchronisation
| Rolle                  | japanischer Sprecher (Seiyū) |
| ---------------------- | ---------------------------- |
| Mylene Hoffman / 009-1 | Yumiko Shaku                 |
| Number Zero            | Houchu Ohtsuka               |
| Loki                   | Toshiyuki Morikawa           |
| Vanessa Ibert          | Satsuki Yukino               |
| Ivan Gudonov           | Jin Yamanoi                  |

### Musik
Die Musik der Serie komponierte Taku Iwasaki. Das Vorspannlied ist Destiny Girl von Minato. Der Abspann ist unterlegt mit Theme Song of 009-1, gesungen von Taku Iwasaki.

## Rezeption
Der Manga war zur Zeit seiner Veröffentlichung in Japan populär, was auch zu der frühen Adaption als Dorama führte.
Theron Martin von Anime News Network sagte, dass die Anime-Serie „einen Großteil des Stils und Geschmacks von Ishinomoris anderen ikonischen Werken wie Kamen Rider und Kikaider trägt“. Außerdem betone die Serie „Mylenes Sexappeal, indem sie ein gesundes Maß an regelmäßigem Fanservice anbietet.“ Er kommentierte, dass die Charakterdesigns „den gleichen kantigen, karikierten Look haben, den alle Anime-Serien haben, die auf Ishinomoris Werken basieren, wobei jüngere weibliche „gute“-Agenten ausnahmslos wunderschöne Sexbomben sind und die Bösen (ob männlich oder weiblich) normalerweise ziemlich hässlich aussehen.“ Martin lobte auch die Musik der Serie.
Die deutsche Zeitschrift AnimaniA nennt die Anime-Umsetzung „eine rasante Mischung aus Agenten-Thriller, Action und Science Fiction“ und ein Highlight seiner Saison. Die Designs seien originalgetreu im Stil der 1970er Jahre gehalten und auch die Animationen kommen ohne Computeranimation aus, was „dem Gesamtbild des Actionkrimis sehr zugutekommt. 009-1 beweist eindrucksvoll, dass hochwertige und flüssig gestaltete Animationen auch ohne computergenerierte Technik in Szene gesetzt werden können“. So sei der Anime ein Augenschmaus für Nostalgiker, der mit seiner Geschichte trotz Science-Fiction-Elementen in die Vergangenheit des Kalten Krieges eintauche. Die Feindbilder seien klar und deutlich, auch optisch in schönen Protagonistinnen und hässlichen Gegenspielern zu erkennen. Die Musik erinnere an Lupin III und sorge für die passende Atmosphäre.